# Ripoll-1
Ripoll-1 es el nombre de una variedad cultivar de manzano (Malus domestica) Esta manzana está cultivada en la colección de germoplasma de manzanas del CSIC, también está cultivada en la colección de germoplasma de peral y manzano en la "Finca de Gimenells de la Estación Experimental de Lérida - IRTA". Esta manzana es originaria de la Comunidad autónoma de Cataluña, procedente de un ejemplar localizado en 2006 en Ripoll, Gerona.

## Sinónimos
- "Poma Ripoll-1",[3]
- "Manzana Ripoll-1".[7]

## Historia
'Ripoll-1' es una variedad de manzana de Cataluña, está catalogada con el número de accesión M113 en el Banco de germoplasma de peral y manzano de la Universidad de Lérida, que se encuentra integrado en la Red de Colecciones del Programa de Conservación y Utilización de los Recursos Fitogenéticos para la Alimentación y la Agricultura, del Plan Nacional de I+D+I.
'Ripoll-1' está considerada con otras muchas de las entradas que se han incorporado al Banco de germoplasma en la "Finca de Gimenells de la Estación Experimental de Lérida - IRTA", provienen de ejemplares únicos, en algunos casos, actualmente desaparecidos, lo que ha permitido paliar la erosión genética que se está dando en estas especies frutales.
'Ripoll-1' es una variedad que se cultiva para su conservación genética, para posibles usos y mejoras en cruces con otras variedades, para incrementar cualidades o intercambiarlas.

## Características
El manzano de la variedad 'Ripoll-1' tiene un vigor fuerte de tipo ramificado, con porte muy erguido; ramos con pubescencia fuerte, de un grosor medio, con longitud de entrenudos medios, número de lenticelas medio, relación longitud/grosor de los entrenudos media, tipo de ramos fructíferos sin predominio; época de inicio de floración muy tardía, yema fructífera de forma ovoide-cónica de una longitud media, flor no abierta presenta color del botón floral rosa pálido, flor de tamaño pequeño, pétalos con posición relativa de los bordes superpuestos, inflorescencia con número medio de flores medio, de forma  medianamente cupuliforme, sépalos de color predominante verde, sépalos de longitud media, pétalos de longitud corta, y anchura corta, siendo la relación longitud/anchura de los pétalos más largos que anchos, estilos con longitud en relación con los estambres más largos, estilos con punto de soldadura lejos de la base.
Las hojas tienen un porte erguido en relación con el ramo, limbo de longitud medio y de anchura medio, con una relación longitud/anchura pequeña, forma del borde ondulada, peciolo con longitud medio, forma del limbo redondeada, aspecto de la superficie del haz medianamente brillante, pubescencia del envés débil, plegamiento de la superficie cóncava, tamaño de la punta media, forma de la base redondeada, estípulas con una forma filiformes, y ángulo del peciolo respecto al ramo mediano.
La variedad de manzana 'Ripoll-1' tiene un fruto de tamaño y peso muy pequeño a pequeño; forma globosa, relación longitud/anchura media, lados (ausencia o presencia de lados marcados) medio, posición de la anchura máxima en el medio; piel con estado ceroso débil, pruina de la epidermis ausente o muy débil; con color de fondo amarillo verdoso, importancia del sobre color fuerte, siendo su intensidad mediano, reparto del color en la superficie placas continuas con estrías, acusando unas lenticelas grandes, y una sensibilidad al "russeting" (pardeamiento áspero superficial que presentan algunas variedades) en las caras laterales ausente o muy débil; pedúnculo con una longitud corto, y un grosor delgado, anchura de la cavidad peduncular media, profundidad de la cavidad pedúncular media, y con importancia del "russeting" en cavidad peduncular medio; coronamiento por encima del cáliz medio, anchura de la cav. calicina media, profundidad de la cav. calicina poco profunda, y con importancia del "russeting" en cavidad calicina ausente o muy débil; ojo pequeño, cerrado; sépalos medios.
Carne de color crema, con oscurecimiento de la carne al corte fuerte; textura muy dura, suavemente jugosa; sabor algo aromático, bueno; corazón con distinción de la línea fuerte; eje abierto; lóculos carpelares parcialmente abiertos; semillas medianas, anchas, de color marrón claro; semilla de  longitud grande, de anchura ancha, y de color marrón oscuro.
La manzana 'Ripoll-1' tiene una época de maduración y recolección de fruto media, en otoño. Se usa como manzana de mesa fresca y para sidra.

## Calidad de fruto y prueba de cata
- Peso del fruto: Pequeño
- Calibre del fruto: Medio
- Longitud del fruto: Pequeño
- Índice de almidón: Medio
- Dureza medida de la carne: Alta
- Índice refractométrico (IR): Alto
- Acidez titulable: Baja
- Jugosidad de la carne: Medio
- Textura de la carne: Gruesa
- Dureza sensorial de la carne: Dura
- Dulzor: Medio
- Acidez: Débil
- Intensidad del sabor de la carne: Fuerte
- Sabor: Malo
- Valoración global del fruto:Malo[3]

## Características Agronómicas
- Afinidad del injerto (compatibilidad): Media
- Facilidad de formación y poda: Baja
- Tipo de fructificación: Tipo I
- Precocidad varietal: Poco precoz
- Vecería: Alta
- Productividad: Media
- Necesidad de aclareo: Media
- Escalonamiento de la maduración del fruto: Largo
- Sensibilidad a la caída en maduración: sin datos
- Aptitud para la conservación del fruto en árbol: sin datos
- Aptitud para la conservación del fruto en almacén o cámara: sin datos
- Sensibilidad al moteado: sin datos
- Sensibilidad al oídio: sin datos
- Sensibilidad a pulgón lanígero: Alta[3]